# Suffocating in the Swarm of Cranes
Suffocating in the Swarm of Cranes drugi je studijski album njemačkog ekstremnog metal sastava Downfall of Gaia. Album je 5. listopada 2012. godine objavila diskografska kuća Metal Blade Records.

## Popis pjesama
| 1.    | »[Vulnus]« (instrumental)         | 5:12  |
| 2.    | »Drowning by Wing Beats«          | 8:08  |
| 3.    | »In the Rivers Bleak«             | 8:07  |
| 4.    | »I Fade Away«                     | 10:05 |
| 5.    | »Beneath the Crown of Cranes«     | 10:42 |
| 6.    | »Giving Their Heir to the Masses« | 9:35  |
| 7.    | »[Asphyxia]« (instrumental)       | 5:47  |
| 57:36 |                                   |       |

## Zasluge
Downfall of Gaia
- Anton Lisovoj – vokali, bas-gitara
- Dominik Goncalves dos Reis – vokali, gitara
- Peter Wolff – vokali, gitara
- Johannes Stoltenburg – bubnjevi